# Arnoglossus imperialis
Arnoglossus imperialis é uma espécie de peixe pertencente à família Bothidae.
A autoridade científica da espécie é Rafinesque, tendo sido descrita no ano de 1810.

## Portugal
Encontra-se presente em Portugal, onde é uma espécie nativa.
Os seus nomes comuns são carta-imperial ou areeiro.

## Descrição
Trata-se de uma espécie marinha. Atinge os 19 cm de comprimento total , com base de indivíduos de sexo indeterminado.